# Teun Mulder
Teun Mulder (ur. 18 czerwca 1981 w Zuuk) – holenderski kolarz torowy i szosowy, brązowy medalista olimpijski oraz trzykrotny mistrz świata

## Kariera
Specjalizuje się w wyścigu sprinterskim na 1 km. Dwukrotnie startował w igrzyskach olimpijskich. W igrzyskach olimpijskich w 2004 w Atenach był szósty, w cztery lata później w Pekinie, zajął piąte miejsce w tej konkurencji. W 2010 roku, podczas mistrzostw świata w Kopenhadze zdobył złoty medal w wyścigu sprinterskim na 1 km, powtarzając sukces sprzed dwóch lat z Manchesteru, gdzie został po raz pierwszy mistrzem świata w tej specjalności. Rok później, w Apeldoorn, właśnie w wyścigu na 1 km, został wicemistrzem świata. Z powodzeniem startuje również w innej torowej konkurencji - keirin, w której zdobył złoty medal mistrzostw świata w 2005 roku w Los Angeles oraz dwa brązowe - w 2009 w Pruszkowie i w 2011 w Apeldoorn.